# Michel Preud'homme
Michel Georges Jean Ghislain Preud’Homme známý zkráceně jako Michel Preud'homme (* 24. ledna 1959 La Louvière, Belgie) je bývalý belgický fotbalový brankář a reprezentant. V letech 1988, 1989, 1990 a 1991 získal v Belgii ocenění  Nejlepší brankář roku. V roce 2008 byl (také v Belgii) vyhlášen jako  Nejlepší trenér roku.
Byl považován ve své době za jednoho z nejlepších fotbalových brankářů světa díky svým rychlým reflexům, mrštnosti a skvělým zákrokům. Získal jako první vítěz ocenění Lva Jašina pro nejlepšího brankáře mistrovství světa (na MS 1994 v USA).
V současnosti je trenérem belgického klubu Club Brugge.

## Klubová kariéra
Preud'homme se ve věku 10 let v roce 1969 přihlásil do mládežnické akademie belgického klubu Standard Lutych. V prvním týmu debutoval v roce 1977. V roce 1986 přestoupil do jiného belgického celku KV Mechelen. S oběma kluby získal řadu domácích trofejí. V letech 1994–1999 působil v portugalské Benfice Lisabon. V roce 1994 skončil na prvním místě v anketě IFFHS Brankář roku.

## Reprezentační kariéra
V belgické seniorské reprezentaci debutoval 2. května 1979 v kvalifikačním utkání proti Rakousku, v němž vychytal čisté konto. Zápas skončil bezbrankovou remízou.
S reprezentací se zúčastnil dvou Mistrovství světa - 1990 (porážka 1:2 v osmifinále s Anglií) a 1994 (prohra 2:3 v osmifinále s Německem). Největšího reprezentačního úspěchu dosáhl na Mistrovství Evropy v roce 1980 v Itálii, kde Belgie obsadila po prohře 1:2 se Západním Německem druhé místo. V týmu plnil roli druhého brankáře za Jean-Marie Pfaffem.